# لوني غولدستاين
لوني غولدستاين (بالإنجليزية: Lonnie Goldstein)‏ هو لاعب كرة قاعدة أمريكي، ولد في 13 مايو 1918 في أوستن في الولايات المتحدة، وتوفي في 28 يناير 2013 في فورت وورث في الولايات المتحدة.

## وصلات خارجية
- لوني غولدستاين على موقع دوري كرة القاعدة الرئيسي (الإنجليزية)
- لوني غولدستاين على موقعبيزبول رفرنس.كوم (الدوري الرئيسي) (الإنجليزية)